# Ménèl
Der Ménèl ist ein 618 m hoher Gipfel auf der Insel Erromango im Staat Vanuatu.

## Vulkanische Aktivität
Der Berg liegt südlich des höchsten Gipfels, des Santop, im Zentrum der Insel. Im Norden schließt sich der Gipfel Wormous (439 m) an und westlich der Wablo (552 m).